# Crane (Texas)
Crane è un centro abitato degli Stati Uniti d'America, situato nella contea di Crane (di cui è capoluogo) dello Stato del Texas.

## Storia
Dopo un relativo boom demografico risalente alla scoperta di un giacimento di petrolio nella zona intorno agli anni 20, Crane si trova ancora al centro di una regione produttrice di petrolio di primo piano. Crane è l'unica comunità importante nella scarsamente popolata Crane County, e ha il solo ufficio postale della contea.

## Geografia fisica
Crane è situata a 31°23′35″N 102°21′03″W (31.392949, -102.350751).
Secondo lo United States Census Bureau, ha un'area totale di un miglio quadrato (2,6 km²).

## Società

### Evoluzione demografica
Secondo il censimento del 2000, c'erano 3.191 persone, 1.096 nuclei familiari, e 865 famiglie residenti nella città. La densità di popolazione era di 3.129,7 persone per miglio quadrato (1,207,9/km²). C'erano 1.278 unità abitative a una densità media di 1.253,5 per miglio quadrato (483,8/km²). La composizione etnica della città era formata dal 73,52% di bianchi, il 3,01% di afroamericani, lo 0,97% di nativi americani, lo 0,38% di asiatici, il 19,43% di altre razze, e il 2,70% di due o più etnie. Ispanici o latinos di qualunque razza erano il 45,41% della popolazione.
C'erano 1.096 nuclei familiari di cui il 43,8% avevano figli di età inferiore ai 18 anni, il 66,0% erano coppie sposate conviventi, l'8,9% aveva un capofamiglia femmina senza marito, e il 21,0% erano non-famiglie. Il 19,3% di tutti i nuclei familiari erano individuali e il 10,4% aveva componenti con un'età di 65 anni o più che vivevano da soli. Il numero di componenti medio di un nucleo familiare era di 2,90 e quello di una famiglia era di 3,35.
La popolazione era composta dal 32,6% di persone sotto i 18 anni, il 7,8% di persone dai 18 ai 24 anni, il 27,4% di persone dai 25 ai 44 anni, il 21,5% di persone dai 45 ai 64 anni, e il 10,7% di persone di 65 anni o più. L'età media era di 33 anni. Per ogni 100 femmine c'erano 93,3 maschi. Per ogni 100 femmine dai 18 anni in giù, c'erano 89,3 maschi.
Il reddito medio di un nucleo familiare era di 31.774 dollari, e quello di una famiglia era di 36.386 dollari. I maschi avevano un reddito medio pro capite di 32.250 dollari contro i 18.086 dollari delle femmine. Il reddito medio pro capite era di 12.776 dollari. Circa il 13,0% delle famiglie e il 13,1% della popolazione erano sotto la soglia di povertà, incluso il 15,1% di persone sotto i 18 anni e l'8,0% di persone di 65 anni o più.